# アゲハチョウ亜科
アゲハチョウ亜科（学名：Papilioninae）は、アゲハチョウ科を分類する3亜科の1つである。世界に約550種が生息しており、日本では15種が生息する。

## 特徴
アゲハチョウ科の他亜科には見られない特徴としては、後胸の内板に達する顕著な副基節縫線（ふくきせつほうせん）をもつ。前翅（ぜんし）に長い肘横脈（ちゅうおうみゃく）またはベーサルスパー（主脈）をもつ（テングアゲハ族のみスパーが短い）。オスの第8腹節背板（ふくせつはいばん）に スペルンクス が生じる（一部のシロチョウ科やクビワチョウなどにも見られる） などがあげられる。また、大型種が多く、太く長い尾をもつものが多いことや、翅を羽ばたかせながら吸蜜や吸水をする習性があるものが多い。

## 分類
アゲハチョウ亜科は、4族に分類されている。
- アゲハチョウ族 Papilionini
  - アゲハチョウ属 Papilio
- アオスジアゲハ族 Leptocircini
- キシタアゲハ族 Troidini
- テングアゲハ族 Teinopalpini

## ギャラリー

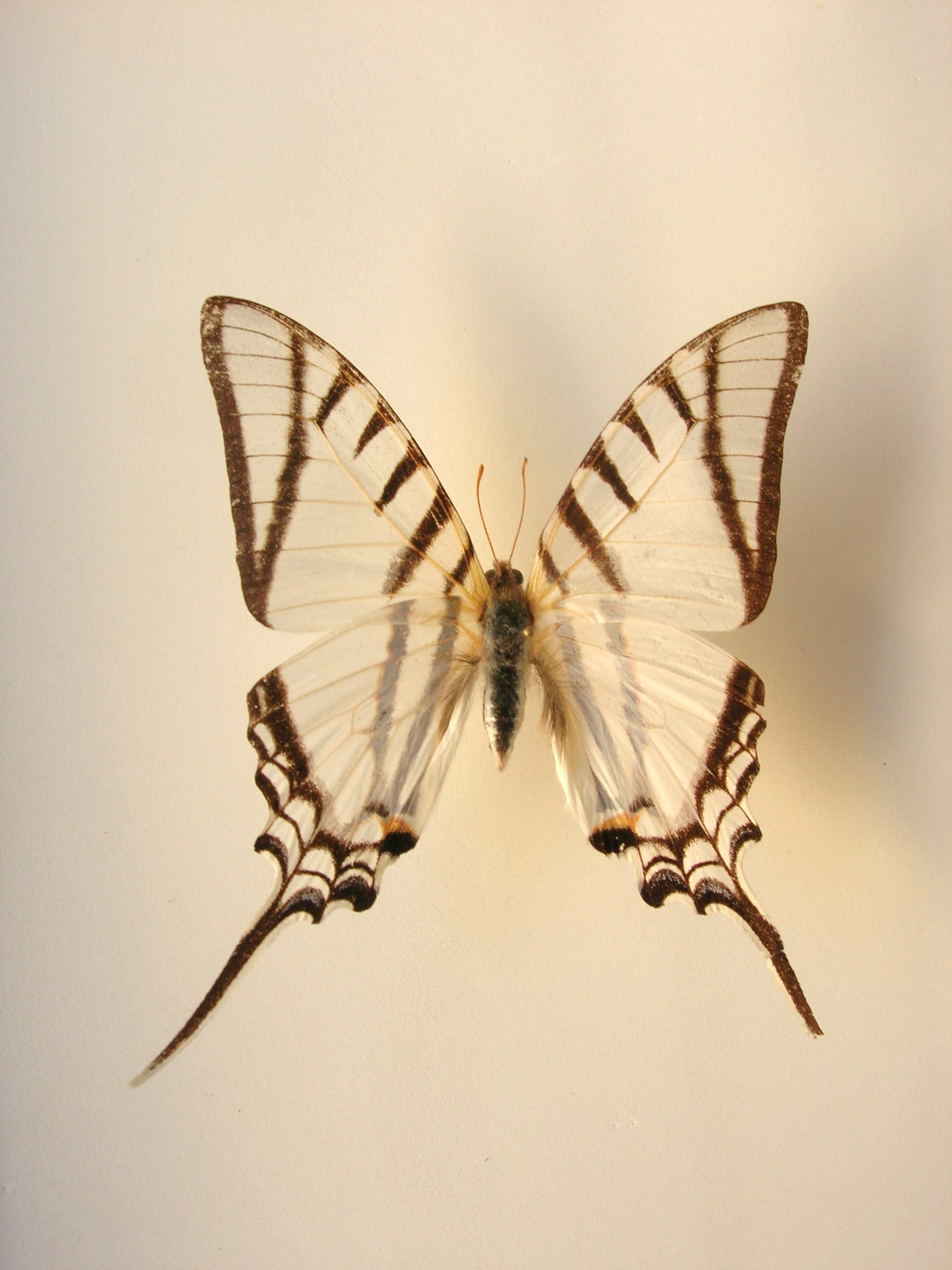
アオスジアゲハ族 Leptocircini: Eurytides protesilaus
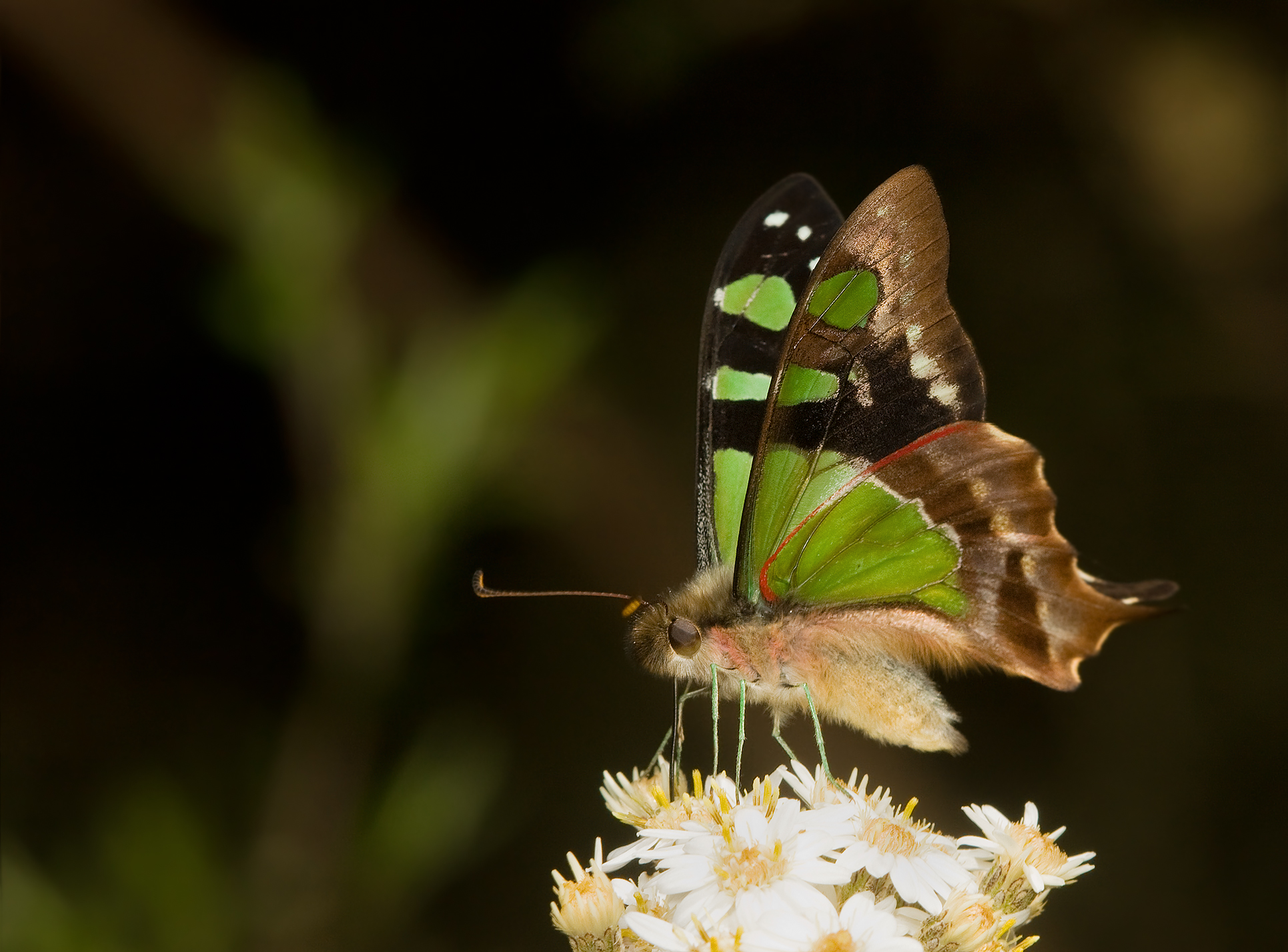
アオスジアゲハ族 Leptocircini: Graphium macleayanus
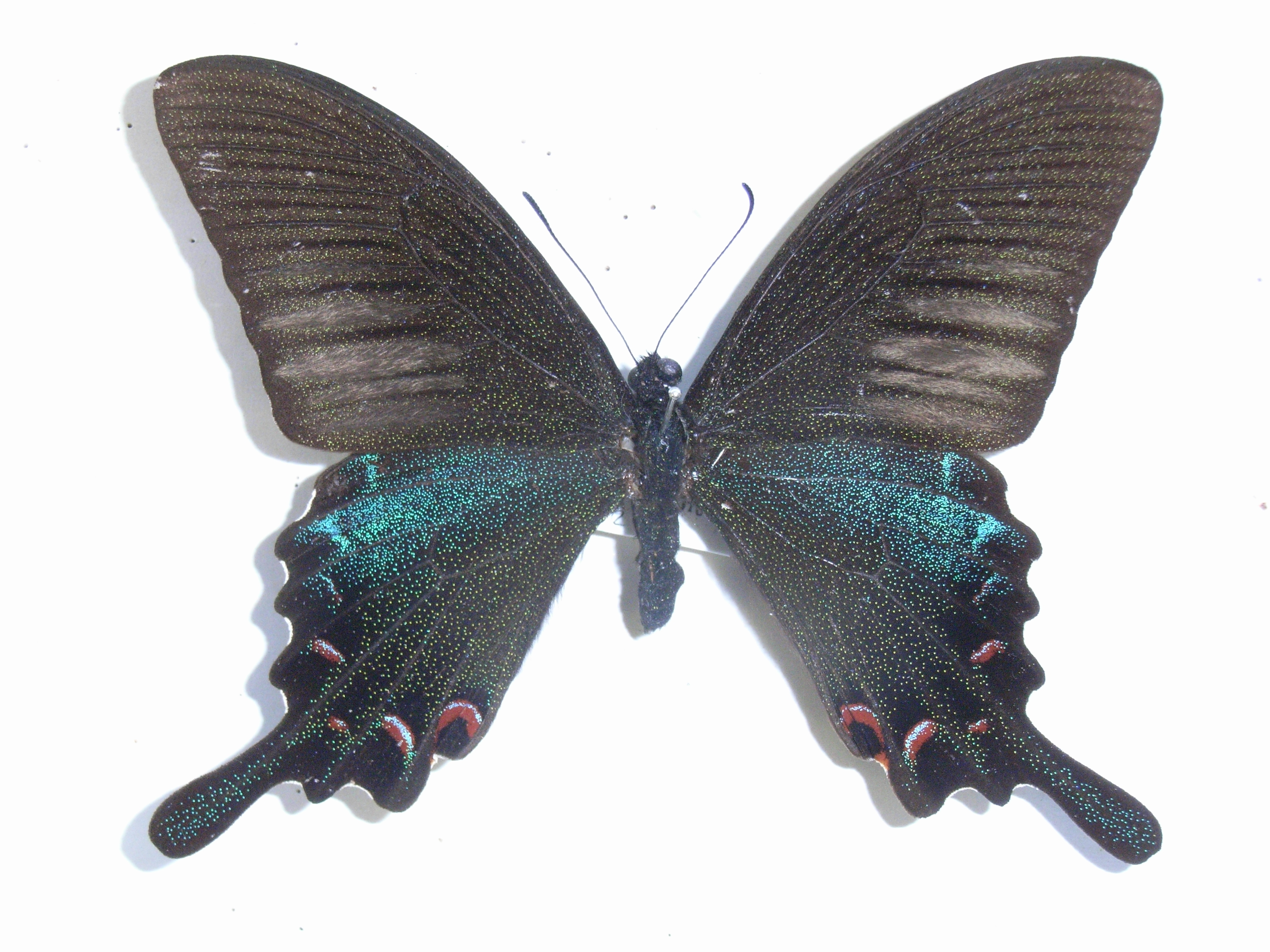
アゲハチョウ族 Papilionini: Papilio dialis andromius
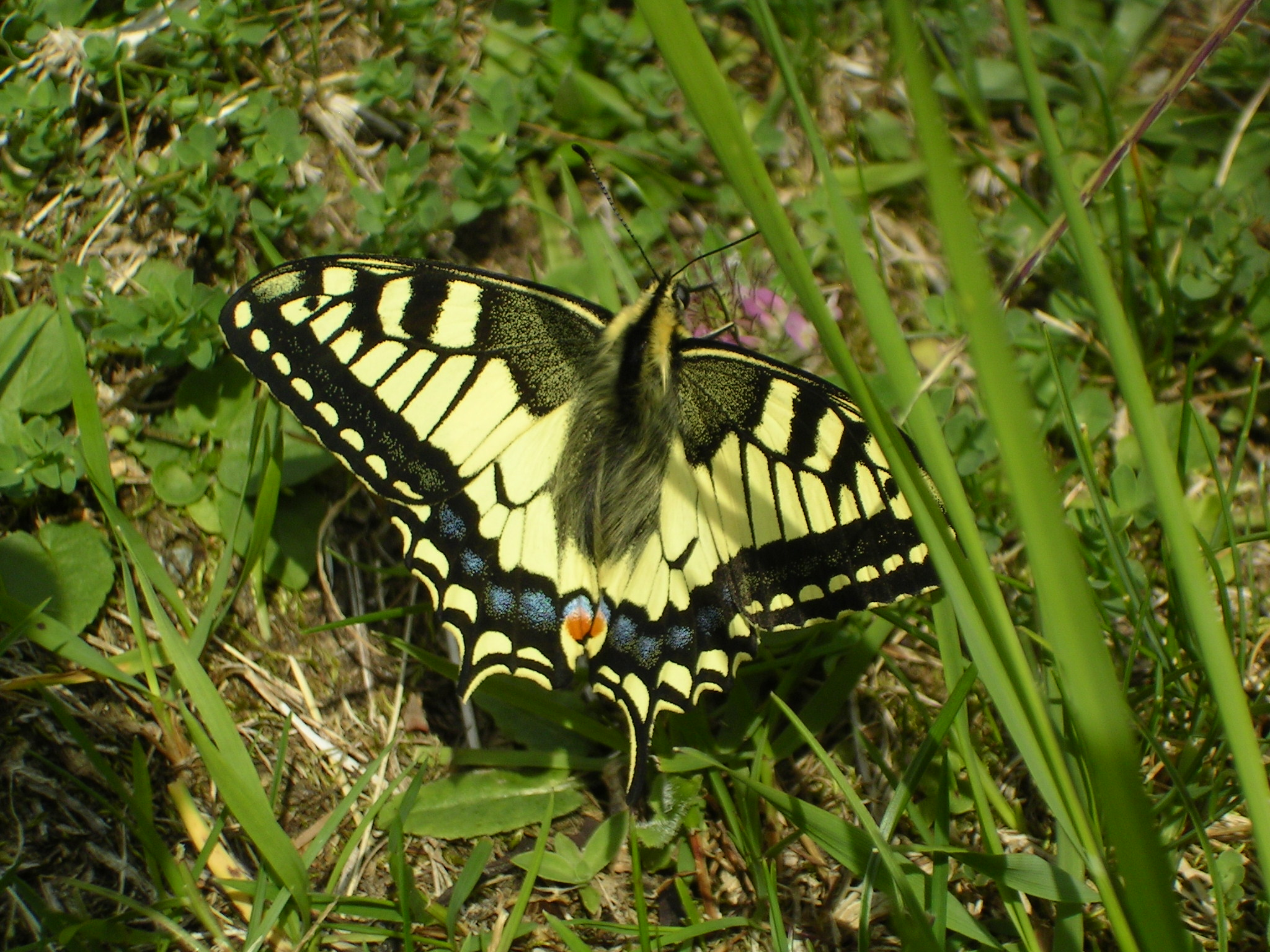
アゲハチョウ族 Papilionini: キアゲハ Papilio machaon
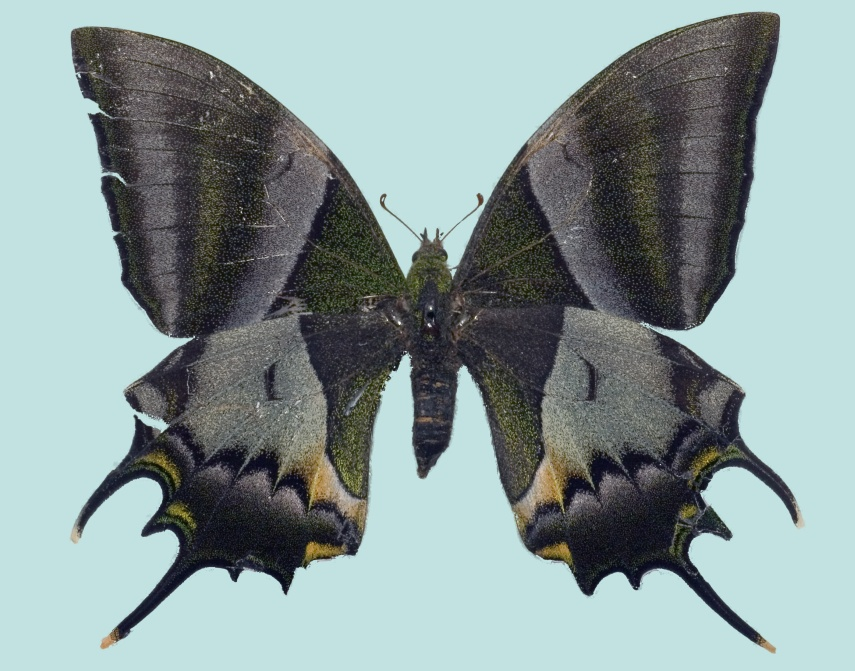
テングアゲハ族 Teinopalpini: Teinopalpus imperialis
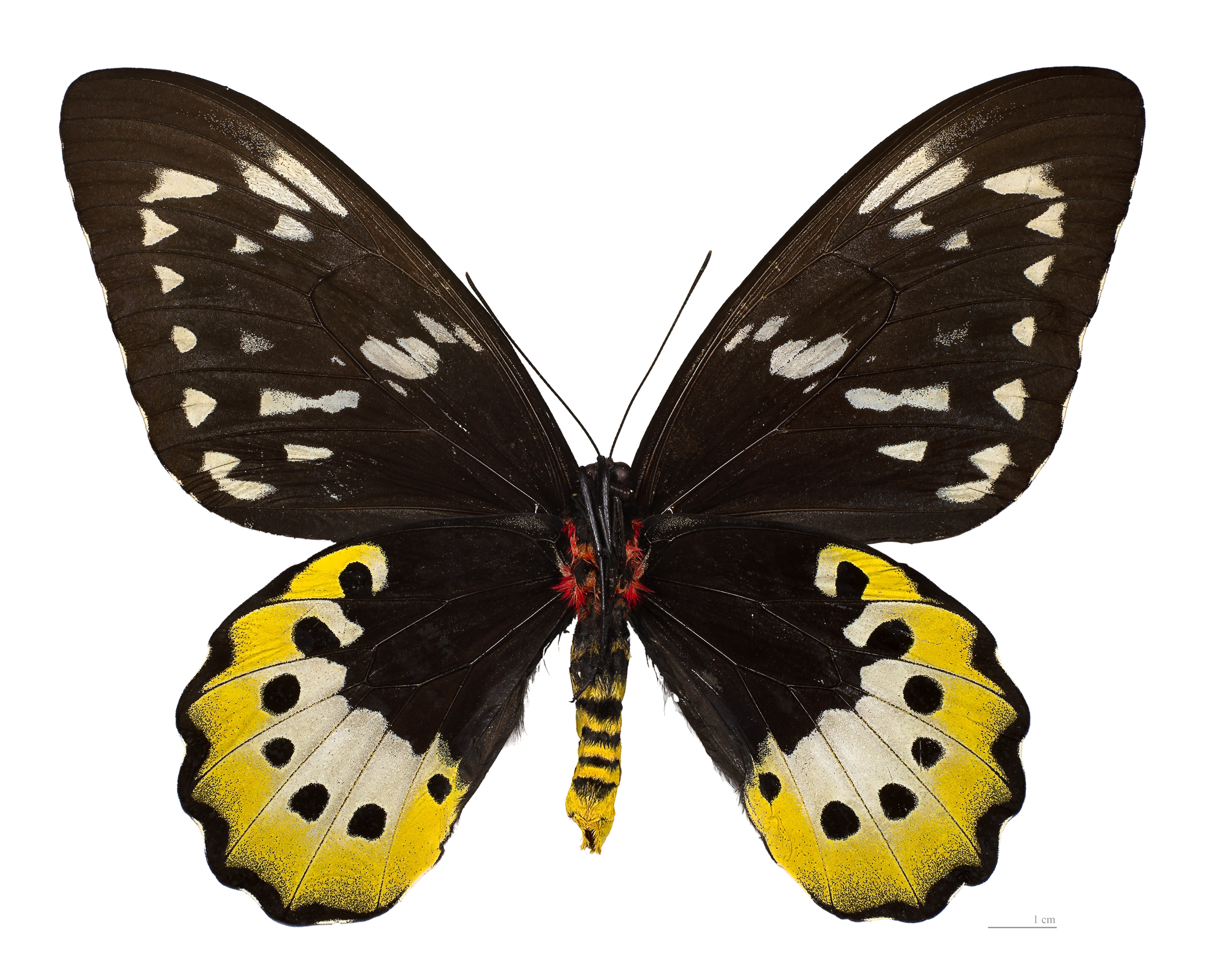
キシタアゲハ族 Troidini: ゴライアストリバネアゲハ Ornithoptera goliath samson